# Льєзька купіль
Льєзька купіль або купіль церкви Сен-Бартелемі (Fonts baptismaux de Saint-Barthélemy) — купіль у Церкві Сен-Бартелемі м.Льєжа, шедевр мааської школи ливарства.

## Історія
Про замовника цієї купелі достеменно невідомо. за свідченням абата Хеліна це був єпископ льєзький Осберт, який доручив спорудити купіль на честь діянь імператора Генріха IV. Автором цього шедевру був відомий ливар, представник мааської школи Реньє де Юї. Роботи розпочалися у 1107 році, а завершилося у 1118. Спочатку купіль розташовувалася у церкві Матері Божої із купіллю (Notre-Dame-aux-Fonts), що містилася поблизу кафедрального собору Сан-Ламберта. У 1796 році під час подій Великої Французької революції церкву Матері Божої із купіллю було зруйновано. шедевр до 1804 року переховувався у приватному будинку. після цього його було поміщено у церкві Сен-Бартелемі, де ця купіль й знаходиться дотепер. Сьогодні купіль продовжує використовуватися при обряді хрещення.

## Опис
Діаметр купелі становить 91 см, вона трохи звужується до основи. Матеріал: бронза й латунь зі значним відсотком міді. Спочатку була створена точна форма з воску, після чого оброблена глиною, куди було влито розплавлений метал. Після охолодження полірувалося дрібним піском. По завершенню наносився тонкий шар золота.
З боків розташовані образи Святого Петра, Івана Богослова, Івана Хрестителя, Хрещення Ісуса Христа, хрещення сотника Корнелія. У стилістиці відчувається вплив візантійського мистецтва. Спочатку купіль розташовувалася на 12 волах, що стояли на кам'яній основі у вигляді храму царя Соломона. Втім під час подій 1796 року 2 воли було втрачено.